# Ауду, Муса
Муса Ауду (англ. Musa Audu; род. 18 июня 1980) — нигерийский легкоатлет, призёр Олимпийских игр.
Муса Ауду родился в 1984 году. В 2004 году на Олимпийских играх в Афинах стал бронзовым призёром в эстафете 4×400 м.